# Emir

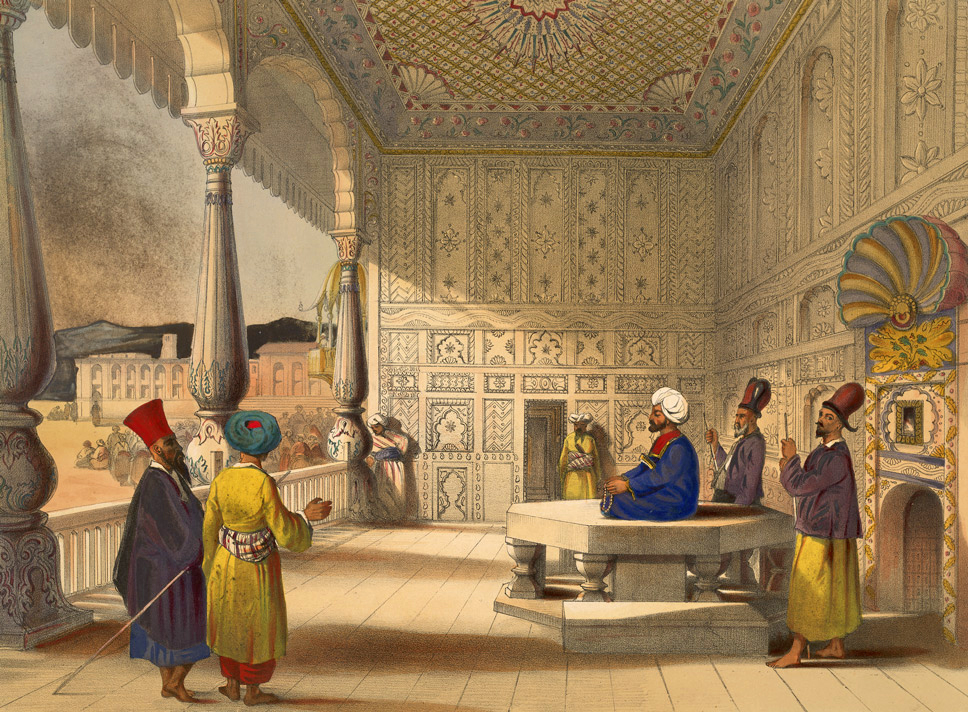
Một phiên tòa của Đế quốc Durrani ở Afghanistan năm 1839.

Emir (/əˈmɪər, eɪˈmɪər, ˈeɪmɪər/; tiếng Ả Rập: أمير ʾAmīr [ʔæˈmiːr]), đôi khi được chuyển tự thành Amir, Amier hoặc Ameer, là một danh hiệu quý tộc hoặc chức vụ cao quý của quan chức được sử dụng trong nhiều vùng ở các quốc gia Ả Rập. Nghĩa đen, nó có nghĩa là người chỉ huy, tướng, hay thân vương hoặc cũng có nghĩa là tiểu vương. Hình thức giống cái của từ này là Emira (أميرة ʾAmīrah). Khi dịch là "thân vương", có nghĩa là người này cai trị thân vương quốc có chủ quyền.